# C/1860 M1
C/1860 M1, Wielka Kometa roku 1860 – kometa jednopojawieniowa, nie powróci już najprawdopodobniej w okolice Słońca. Widoczna była gołym okiem.

## Odkrycie i orbita komety
Kometę C/1860 M1 odkryto 18 czerwca 1860 roku. Osiągnęła ona swe peryhelium 16 czerwca tegoż roku i znalazła się w odległości 0,29 au od Słońca. Poruszała się po parabolicznej orbicie o nachyleniu 79,3° względem ekliptyki.